# Glod, Prahova
Glod (în trecut, și Fundul Văii Nișcovului, Gloduri, Glodu) este un sat în comuna Lapoș din județul Prahova, Muntenia, România. Localitatea se află în zona izvoarelor râului Nișcov, un pârâu cu curs intermitent, afluent al Buzăului.
Așezarea este atestată documentar în 1570.
La sfârșitul secolului al XIX-lea, Glod era un cătun al comunei Tisău din plasa Sărata a județului Buzău, având 110 locuitori în 1892. Pe malul stâng al Nișcovului, se aflau niște bordeie care erau loc de iernat pentru romii rudari. Își trage numele de la locul mocirlos de pe Nișcov, unde creștea trestie și răchită.
Satul Glod este amplasat în sud-estul comunei Lapoș, vecină, la sud, cu Valea Unghiului, care, în perioada interbelică a aparținut comunei numită Lapoșul Nou, jud. Buzău.
Lingvistul Lazăr Șăineanu, în Dicționarul Universal al Limbii Române (ed. VI, Editura Scrisul Românesc, 1929), explică denumirea localității prin sclavismul „glod“, adică noroi, care indică particularitatea topografică a locului, pe care o regăsim și în numele satului Lapoș.
În lucrarea deja amintită, Mihai Apostol subliniază că toponimul este foarte vechi și e atestat de documente de prin 1488. Autorul are în vedere cuvântul ca atare, prezent în Dicționarul Elementelor Românești din documentele slavo-române. 1374-1600 (Editura Academiei Române, 1981), ci nu atestarea istorică a așezării.
În ceea ce privește istoricul acesteia, se precizează că este necunoscut, deși aici există o cruce de piatră din 1797, care amintește de un schit care ar fi existat aici în secolul al XVIII-lea.
Și în acest caz intervin însă rezultatele cercetătorilor recent efectuate în arhivele naționale de prof. Ion R. Dedu, care, în aceeași lucrare privind istoria așezărilor prahovene, precizează următoarele:
„Prima atestare documentară a acestui nume de așezare este din anul 1570, iar de atunci până la anul 1860 a mai fost utilizat în alte 10 documente oficiale. Din anul 1931 și pana în prezent, a fost permanent oficializat ca sat component al comunei Lapoș.”—Ion R. Dedu, Dicționarul Universal al Limbii Române
La recensământul din 2002, satul avea 124 locuitori (cu 38 de persoane mai puțin decât 1992), iar în 2011 erau înregistrați 106 locuitori .